# Études de journalisme en Belgique
En Belgique, il existe une dizaine de formations pour des études de journalisme. On distingue les formations universitaires et en écoles supérieures des arts (bachelier, masters et masters de spécialisation), et de l'autre les formations en Haute École.
Le service public fédéral Intérieur belge délivre le titre de journaliste professionnel, et donc la carte de presse, sur avis de la Commission d'agréation officielle. Cette commission est composée paritairement de journalistes professionnels et de directeurs de médias. Les journalistes en Belgique peuvent également s'affilier à l'Association des Journalistes Professionnels, ou à son pendant néerlandophone le Vlaamse Vereniging van Journalisten.

## Formations

### En Haute École
En Belgique, les formations au journalisme en Haute École sont les suivantes :
| Diplôme   | Formation                                              | École                                                                                              | Université | Lieu                        |
| --------- | ------------------------------------------------------ | -------------------------------------------------------------------------------------------------- | ---------- | --------------------------- |
| Master    | Presse et information, spé. Presse régionale et locale | Institut des hautes études des communications sociales - École de journalisme de Bruxelles (IHECS) | UCLouvain  | Bruxelles                   |
| Master    | Presse et information, spé. Journalisme européen       | Institut des hautes études des communications sociales - École de journalisme de Bruxelles (IHECS) | UCLouvain  | Bruxelles                   |
| Master    | Presse et information, spé. Photojournalisme           | Institut des hautes études des communications sociales - École de journalisme de Bruxelles (IHECS) | UCLouvain  | Bruxelles                   |
| Master    | Presse et information, spé. Newsroom Management        | Institut des hautes études des communications sociales - École de journalisme de Bruxelles (IHECS) | UCLouvain  | Bruxelles                   |
| Bachelier | Communication, option Journalisme                      | Haute École Condorcet                                                                              | N/A        | Marcinelle                  |
| Bachelier | Communication, option Journalisme 360°                 | Haute École de la Province de Liège                                                                | N/A        | Seraing (Jemeppe sur Meuse) |

### À l'université et en écoles supérieures des arts
En Belgique, les formations au journalisme à l'université ou en école supérieure des arts sont les suivantes :
| Diplôme   | Formation                    | École                                                                                    | Université                                                                               | Lieu             |
| --------- | ---------------------------- | ---------------------------------------------------------------------------------------- | ---------------------------------------------------------------------------------------- | ---------------- |
| Master    | Journalisme                  | École de journalisme de Louvain (EJL)                                                    | UCLouvain                                                                                | Louvain-la-Neuve |
| Master    | Journalisme                  | École universitaire de journalisme de Bruxelles                                          | Université libre de Bruxelles (ULB)                                                      | Bruxelles        |
| Master    | Journalisme                  | École de journalisme de Liège                                                            | Université de Liège                                                                      | Liège            |
| Master    | Réalisation Radio/Télévision | Institut national supérieur des arts du spectacle et des techniques de diffusion (INSAS) | Institut national supérieur des arts du spectacle et des techniques de diffusion (INSAS) | Bruxelles        |
| Master    | Journalisme                  | Université de Namur                                                                      | Université de Namur                                                                      | Namur            |
| Bachelier | Information et communication | Université libre de Bruxelles (ULB)                                                      | Université libre de Bruxelles (ULB)                                                      | Bruxelles        |
| Bachelier | Information et communication | Université Saint-Louis - Bruxelles                                                       | Université Saint-Louis - Bruxelles                                                       | Bruxelles        |
| Bachelier | Journalisme                  | Artesis Plantijn University College of Antwerp                                           | Artesis Plantijn University College of Antwerp                                           | Anvers           |